# 뷔르츠부르거 키커스
뷔르츠부르거 키커스(독일어: Fußball-Club Würzburger Kickers e.V.)는 독일 바이에른주 뷔르츠부르크를 연고지로 한 축구 클럽이다.
뷔르츠부르거 키커스는 제2차 세계대전까지도 바이에른 뮌헨, 뉘른베르크 등이 속했던 바이에른 지역 내 최상위 리그에서 경쟁했지만 종전 후에는 1977-78 시즌 2. 분데스리가 승격을 제외하고 3부 리그에 머물렀고 80년대에는 4부 리그, 90년대에는 5부 리그, 2000년대에는 7부 리그까지 떨어지기도 하는 등 대부분 아마추어 리그에서 경쟁했다.

## 선수 명단

### 현역
참고: FIFA 자격 규정에 따라 소속된 국가대표팀 국기를 표시합니다. 선수는 복수의 FIFA 비회원국 국적을 가지고 있을 수 있습니다.
| 번호 | 포지션 | 국적                  | 이름      |
| ---- | ------ | --------------------- | --------- |
| 11   | FW     | 보스니아 헤르체고비나 | 알렘 재퍼 |

| 번호 | 포지션 | 국적 | 이름              |
| ---- | ------ | ---- | ----------------- |
| 18   | MF     |      | 막시밀리안 차이저 |
| 22   | DF     |      | 다니엘 헤겔레     |
| 28   | DF     | 이란 | 에브라힘 파라낙   |

## 역대 감독
| 감독          | 임기        |
| ------------- | ----------- |
| 대니 슈바르츠 | 2021 ~ 2022 |